# 桃太郎伝説II
『桃太郎伝説II』（ももたろうでんせつツー）は、ハドソンより1990年12月22日に発売されたPCエンジン用ゲームソフト。ジャンルはRPG。
監督はさくまあきら、イラストは土居孝幸。音楽をサザンオールスターズの関口和之が担当。
移植版として、2001年1月1日に21世紀初のゲームソフトとして発売されたゲームボーイカラー用ソフト『桃太郎伝説1→2』にも収録されている。

## 概要
本作は、PCエンジン用ソフト『桃太郎伝説ターボ』（1990年）の続編の位置づけになっている。『桃太郎伝説ターボ』はファミリーコンピュータ用ソフト『桃太郎伝説』（1987年）のリメイク版であり基本的な内容は同じだが、取扱説明書では「『ターボ』の続編」と明記されているため、本項では『ターボ』を前作として扱う。
物語の大枠は主人公の桃太郎がイヌ、サル、キジをお供に付けて鬼が島へ鬼退治に向かうという内容は前作を踏襲しているが、終始1人旅だった前作から打って変わりパーティ制が採用され、多くのキャラクターが桃太郎の仲間に加わる。
和風のおとぎ話の世界観も前作から継承され、一般的なRPGの用語を和風の言葉に置き換えている点も踏襲されている。

## ゲームシステム

### パーティ制
前作ではコマンド入力が可能なキャラクターは桃太郎のみであったが、本作では他に3人の仲間を操作できる。そのほか、前作のイヌ・サル・キジをはじめとする様々なキャラクターがNPCとして仲間に加わり、最大で20人の仲間が隊列を組んで冒険することになる。
アイテムの管理は個別ではなく全員共通となっており、所持数の上限は桃太郎一人の時は8個、以降コマンド入力が可能な仲間が増える度に8個ずつ増加し、最終的に32個まで所持できるようになる。なお、物語の中盤で仲間が一時離脱する場面があるが、その際も上限は32個のままである。

### 術の習得と成長
前作同様、世界各地にいる「仙人」のもとで修行を行い、達成することで術を習得できる。今作では術を扱えるキャラクターが3人いるが、それぞれ修行を受ける必要がある。修行内容は「仙人と戦って勝利する」「料理クイズに答える」「仙人から頼まれたお使いをこなす」「エッチな文章を入力する」など前作同様にバラエティに富んでいる。仙人以外の人物から習得する術や、仲間になった時点で習得済みの術もある。
また、術の会得後に段を上げることで、術が成長し、より高威力の術を使用できるようになる場合がある。例えば「いなずま」の術の場合、習得直後は低威力の「いなずま」のみだが、成長すると成長前と同威力の「いなずま1」と、威力の増した「いなずま2」を選択して使用できるようになる。数字の大きい術ほど、攻撃系・回復系では威力が増し、補助系では有効範囲が単体から全体になるが、消費技数も多くなる。術によって成長の限界が異なり、最大で4段階まで成長する術もある。

### 戦闘
前作の1対1形式から多対多形式に変更。同じ敵同士がグループを組んでいる場合もあり、一部の術やアイテムは敵1グループや敵全体に効果を及ぼすものもある。
コマンドは前作の「たたかう」「じゅつ」「どうぐ」「にげる」の他に、攻撃ダメージを軽減させる「まもる」、仲間のダメージを肩代わりする「かばう」、自動で戦闘を行う「オート」、仲間の状態（ステータスの増減・状態異常）を確認する「あんばい」が追加された。「オート」と「にげる」は桃太郎（桃太郎が行動不能時は、行動可能なキャラのうち隊列の先頭にいるキャラ）のコマンドにのみ表示される。「オート」は物語序盤で「オートバトル仙人」から会得後に使えるようになる。
今作の状態異常は「毒」のほか数歩歩く毎に技が減る「病気」や「麻痺」がある。一部に関しては前半で仙人の所で予防する術を手に入れて無効にすることができる。

### その他
下取り
兵具屋で武器や防具を買い換える際に、装備中のアイテムと購入アイテムの差額を支払えば、アイテムの売却・購入・装備を一度に行ってくれるシステム。
パスワードの廃止
前作ではパスワードとバックアップユニットによるバックアップの併用であったが、今回はバックアップに一本化された。取扱説明書には、「長すぎるためナシになった」と記述されている。

## あらすじ
世界各地に鬼を送り込み平和を乱していた閻魔大王が、イヌ・サル・キジを連れた桃太郎に懲らしめられてから3年が経ち、人々は穏やかな暮らしを取り戻した。桃太郎はかつての旅で身に付けた力を封印し、普通の少年として生活を送っていた。この平和がいつまでも続くと思われていたが、鬼が島の地下に控える鬼族の王・地獄王の指揮により鬼たちが人間の世界へ侵略を開始、世界は再び鬼族の手に落ちてしまう。人々の苦境の噂を耳にした桃太郎は、身支度を整え、ふたたび鬼退治の旅へと向かう。
桃太郎は旅の途中でイヌ・サル・キジを再びお供にし、さらに、わんぱく少年の金太郎、漁師の少年の浦島太郎、地獄王の娘・夜叉姫を仲間に加える。旅の中盤では風神により仲間を吹き飛ばされてしまうが、10体の並び地蔵、スリの銀次、でか太郎の協力を得て再会を果たす。旅の終盤では地獄王配下の閻魔大王、あしゅら、風神、雷神を仲間にして地獄王に立ち向かうことになる。

## 世界観
前作より村やダンジョンが増加し、地形も多少変形しているが、基本的には前作と殆ど同じマップになっている。前作で登場した村や都は「さるかにの村」を除き同様の配置で登場する。前作同様、各村はおとぎ話が元になっているが、日本のものだけでなくイソップ寓話や中国神話の内容も含まれている。
太字は本作が初登場の村。
- 旅立ちの村 - 桃太郎の生家のそばにある村。名前の通りここで旅立ちの支度をすることになる。
- カチカチの村 - 『かちかち山』の舞台。ウサギとタヌキの仲直りの証として大文字焼きが行われていたが、鬼によって妨害されている。
- 茶釜村 - 『分福茶釜』の舞台。村の神様のぶんぶく様が鬼に捕らえられている。なお、前作では『分福茶釜』は高値で売れる隠しアイテムとして登場していた。
- 花咲かの村 - 『花咲か爺』の舞台。村の桜が黒く変色している。南には「ウンチの穴」があり、その周辺ではほほえみの村周辺と同様にギャグ敵が出現する。
- 金太郎の村 - 『金太郎』の舞台。金太郎や村人達が金太郎飴に変えられてしまっている。
- 浦島の村 - 『浦島太郎』の舞台。浦島太郎が留守の間に鬼が玉手箱を開けてしまい、村人が老人に変えられてしまっている。
- 寝太郎の村 - 『三年寝太郎』の舞台。鬼のせいで海底火山が噴火し、村が溶岩に包まれてしまったため村人達は近くの「寝太郎の穴」に避難しているが、寝太郎はそれでも村で寝続けている。前作では橋で東西に分かれていたが、本作では橋がない。
- ほほえみの村 - 村人みんながダジャレ大好きな村。「天下一ダジャレ大会」の開催を控えていたが、ましらに占領され音痴な歌を聞かされ続けている。解放後は、「天下一ダジャレ大会」に桃太郎も参加することができる。周辺にはギャグ敵が出現する。
- 希望の都 - 世界最大規模を誇る都で、さまざまな店や施設が存在する。あしゅらに占領され、闇に包まれている。
- 塩吹きの村 - 『塩吹き臼』の舞台。鬼によって塩吹き臼を悪用され、村中塩だらけになっている。
- ウサカメの村 - 『ウサギとカメ』の舞台。前作の「さるかにの村」とほぼ同じ位置にある。ウサギとカメのいさかいを仲裁した浦島太郎が風神によって人質にされ、止まれば浦島太郎の命はないと脅されて、ウサギとカメは延々とトラックを走らされ続けている。
- 彦星の村・織姫の村 - 『七夕伝説（牛郎織女）』の舞台。怠け者ばかりの村民に怒った神様により、男だけの「彦星の村」と女だけの「織姫の村」に分けられてしまっていたが、100年経ってようやく神様から許され、男女が共に住めることになった。しかしその当日、鬼に道を塞がれ両村の行き来ができなくなっている。
- 竹取りの村 - 『かぐや姫（竹取物語）』の舞台。かぐや姫は月に帰っているが、月と地上を行き来できる牛車があり、雷神がそれを狙っている。
- すずめのお宿 - すずめたちが宿屋や茶屋、つづら屋などを営む集落。つづら屋のシステムが、前作の「大きいつづら」と「小さいつづら」を選ぶ方式から、ルーレットで賞品が決まる形式に変更された。前作では8ヶ所あったが、本作では5ヶ所に減少している。前作では他の村と同じBGMだったが、本作から専用のテーマ曲が用意された。

## 登場人物

### 桃太郎と仲間達

#### メインキャラクター
移動中に術を使え、戦闘中にコマンド入力を行えるキャラクター。ストーリーの進行によって増えるが、一旦全員集合した後、あるイベントで離れ離れになってしまい、桃太郎が旅を進めながら再度仲間を集めていくことになる。並べ替えはできず、先頭から桃太郎、金太郎、浦島太郎、夜叉姫の順番で固定される。
桃太郎
本作の主人公。愛と勇気の子。作中では一切喋ることはない。前作で閻魔大王を懲らしめたが、その際に得た力や術は自ら封印してしまい、本作では再び1段・術なしの状態から旅を始めることになる。彼が力尽きると全滅扱いになる。武器は刀、防具は胴を使用。最強の装備品は「勇気」の名を冠している。
金太郎
金太郎の村に住むわんぱく少年。前作では鬼に捕らえられていたが、本作では仲間に加わる。術は一切使えないが力持ち。体力や攻撃力はパーティ中最高。武器はまさかり、防具は腹がけを使用。最強の装備品は「希望」の名を冠している。
浦島太郎
浦島の村に住む漁師。作中では「うらしま」と表記。前作では鬼に捕らえられていたが、本作では仲間に加わる。攻撃力は他の仲間と比べてかなり低いが、仲間を回復したりサポートしたりする術を中心に習得する。武器はモリ、防具は着物を使用。最強の装備品は「正義」の名を冠している。
夜叉姫
地獄王の娘。当初は好戦的な性格であり、桃太郎に興味を持ち自ら出向いて戦いを挑むが、桃太郎に懲らしめられた後に改心して仲間に加わる。分身を召喚したり、攻撃を反射したりと独特の術を中心に習得する。武器はかんざし、防具は小袖、振袖を使用。最強の装備品は「愛」の名を冠している。

#### おとも
前作でも桃太郎をサポートしたお供たち。今作では前作と違いきびだんごがなくても仲間になる。戦闘中にはNPCとして戦闘に参加する他、桃太郎の段の上昇につれて移動中に使用できる特技を習得する。
イヌ
花咲かじいさんの飼い犬。洞窟の先を見る「ていさつ」、訪れたことのある村の店でアイテムを買ってくる「おつかい」、敵を呼び出す「てきをよぶ」、地面からアイテムを掘り出す「ほる」を会得する。「おつかい」は使用するとしばらく戻って来ず、その間桃太郎のステータスが下がってしまう。戦闘中には噛み付いて攻撃する。敵に吠えて守備力を下げる事もある。
サル
全体マップを見る「ちずみる」、物を探しに出かける「さがす」、その場で野宿して体力を回復させる「のじゅく」、空を飛べるようになる「きんとうん」を会得する。「きんとうん」は段上昇ではなくとある場所を訪れることで習得する。「さがす」は使用するとしばらく戻って来ず、その間桃太郎のステータスが下がってしまう。戦闘中には引っ掻いて攻撃する。
キジ
フィールドの先を見る「ていさつ」、村の中の店まで一瞬で移動する「むらひえん」、といちやを呼んでくる「といちや」、医者を呼んでくる「いしゃよぶ」を会得する。「といちや」「いしゃよぶ」は使用するとしばらく戻って来ず、その間桃太郎のステータスが下がってしまう。戦闘中には嘴でつついて攻撃する他、「きんたんの術」を唱えて仲間を回復させることもある。

#### ゲストキャラ
ウンチ以外はNPCとして戦闘に参加する。
ウンチ
旅立ちの村にいるウンチ3体組。ある仙人の修行で一時的に桃太郎に同行することになる。戦闘には参加しない。
並び地蔵
北国に並んでいる最も偉い地蔵。1人になってしまった桃太郎を助けるため10体同時に仲間になり、戦闘では敵から攻撃を庇ってくれる。
スリの銀次
前作では桃太郎から宝物を盗み旅を妨害したが、桃太郎に諭されて改心した。本作では希望の都の料亭を継ぎ、結婚して息子の「ももきち」も儲けている。なお、妻は『新桃太郎伝説』にも登場しているが、息子が登場するのは本作のみである。
桃太郎を探していたところ北国で再会し、病に倒れた夜叉姫を助けるために仲間に加わる。戦闘では敵に攻撃する他、敵からお金を奪う。
でか太郎
他キャラの4倍の背丈を持つ大きなキャラクター。モデルはジャイアント馬場。あぶくま洞に住んでいたが、ヒカリゴケを探しに来た桃太郎に協力し仲間に加わる。
閻魔大王
前作のラストボス。桃太郎と戦い、人間の「愛」と「勇気」を知り改心したが、それが原因で地獄王からは遠ざけられてしまう。地獄王を説得するため、地獄にたどり着いた桃太郎の仲間に加わる。
あしゅら
自分の美しさに絶対の自信を持つ鬼。智将と呼ばれ、様々な術で桃太郎たちを翻弄する。希望の都を占領して闇で包み、さらに都の娘を花嫁として差し出すように要求していた。桃太郎と戦い懲らしめられた後、人間の素晴らしさを知り地獄王の説得に向かう。地獄で桃太郎たちと合流し仲間に加わる。
出で立ちは裸に絹だけをまとった姿。移植版の『桃太郎伝説1→2』では絹だけでなく腰巻もつけている。
風神
風を操る鬼。桃太郎の力の源が友情であると知り、風神の谷で桃太郎の仲間達を吹き飛ばし離れ離れにしてしまう。その後ウサカメの村で浦島太郎を捕らえ、桃太郎たちとの友情を信じる浦島を一笑に付していたが、桃太郎たちとの戦いによって逆に友情の素晴らしさを教えられ、地獄王の説得に向かう。地獄で桃太郎たちと合流し仲間に加わる。
雷神
雷を操る鬼。月のかぐや姫の宮殿に向かい、かぐや姫を捕らえようと目論む。桃太郎と戦い懲らしめられた後、地獄王の説得に向かう。地獄で桃太郎たちと合流し仲間に加わる。
なお、風神・雷神ともに前作でも戦っているのだが、本作では特にそれについての言及はない。

### 鬼族
地獄王
地獄を統括する鬼族の王で、夜叉姫の父。桃太郎の「愛」「友情」「勇気」に絆された鬼たちに激怒し、再度、人間世界の侵攻に乗り出す。
しこめ
前作で桃太郎と戦った後改心し、雪国の守り神となっている。本作では桃太郎たちと交戦しない。
ましら
サルの姿をした鬼。ほほえみの村を占領し、桁外れに音痴な歌で村人を苦しめる。

### その他
かぐや姫
前作で桃太郎に救出された月の姫。月の宮殿を襲撃した雷神によって再びその身を狙われる。救出後は桃太郎たちに最強装備を授け、さらに前作で桃太郎に授けた「月の水晶」の秘密を明らかにする。
花咲かじいさん
花咲かの村で桜を育てているおじいさん。おとものイヌの飼い主。鬼に捕らわれて偽者に成り代わられてしまう。
乙姫
竜宮城に住む姫。鬼に竜宮城を襲撃され、囚われの身となる。浦島に「おとひめの術」を授ける。
寝太郎
寝太郎の村でいつも寝ている青年。前作で桃太郎に起こされたが、その後また3年眠り、村が溶岩に包まれてもなお眠り続けている。
記念仙人
50匹、100匹、200匹…など節目となる数の鬼を懲らしめた時に現れ、さまざまなアイテムをくれたり、術を授けてくれたりする仙人。
後に『桃太郎電鉄シリーズ』にも登場する。

## スタッフ
- 監督：さくまあきら
- 演出：桝田省治
- キャラクター・デザイン：土居孝幸
- 音楽：関口和之
- チーフ・プログラマー：三上哲
- シナリオ・アシスタント：はっとりたかひこ、はくやまさかず、増田景子、運馬知男
- ハドソン・スタッフ：チャーリー中田、青山光（青山公士）、菊池賢次
- 敵キャラクター・デザイン：東明彦、武田真理、及川泰恵
- 効果音：滝本利昭、成田修、前野知常
- 協力：こいでたく、邦宅杉太、あらきひとし、井沢寛、原口一也、浦敏治、荒井弘二、山田真木、藤原茂樹、安田圭吾、川田忠之、安部利也、藤井康博、若林哲也
- プロデューサー：飛田雅宏

## 評価
ゲーム誌『ファミコン通信』の「クロスレビュー」では合計30点（満40点）でシルバー殿堂入りを獲得、『月刊PCエンジン』では90・90・100・90・90の平均92点、『マル勝PCエンジン』では9・9・9・9の合計36点（満40点）。『PC Engine FAN』の読者投票による「ゲーム通信簿」での評価は以下の通り26.22点（満30点）で、この得点はPCエンジン全ソフトの中で5位（485本中、1993年時点）となっている。
| 項目 | キャラクタ | 音楽 | 操作性 | 熱中度 | お買得度 | オリジナリティ | 総合  |
| 得点 | 4.58       | 4.26 | 4.36   | 4.57   | 4.20     | 4.25           | 26.22 |

## 桃太郎セブンバージョン
本作『桃太郎伝説II』は開発当初、「桃太郎セブン」という少年が主人公のSF作品として制作が進められていた。本項では、このバージョンが開発中止になり製品版の発売に至るまでの経緯などについて記述する。
参考文献 『桃太郎伝説II SUPER GUIDE BOOK』（小学館 ISBN 978-4091041180）

### 開発の経緯
1987年に発売された『桃太郎伝説』のヒットを受け、発売元のハドソンには続編を望むファンからのハガキが多く寄せられた。作者のさくまあきらは当初、「桃太郎伝説はあれで完結している」として続編の制作に難色を示していたが、ファンの声に後押しされる形で1989年より開発が始まった。
続編を作るにあたり大きな障壁となったのが、主人公の問題であった。前作と同じ桃太郎を主人公とした場合、覚えた術の扱いをどうするのかなどの意見があったことから、別の主人公を立てることになった。桃太郎の息子ではどうか、数千年後の世界を舞台にしてはどうか、などの案が検討された結果、普通の少年を「桃太郎セブン」として活躍させる案が採用された。
世界観にはSF的な設定が用いられた。村人たちは敵によってラジカセや冷蔵庫などの機械に変えられ、敵キャラクターはアニメや戦隊ものをパロディにしたロボットなどが多く登場、シナリオも作成され開発は順調に進んでいるように見えた。
しかし、開発陣の中では次第に違和感が広がっていった。それは、前作のコンセプトの1つであった「愛と勇気を用いて人々を救う」という設定が、機械化された世界に馴染まないことに由来していた。この当時、ゲーム雑誌上で開発中の画面写真や冒頭のあらすじなどを既に発表していたが、1990年3月頃、開発陣は主人公を桃太郎に戻して開発をやり直すことを決断した。
物語や絵は一から作り直すことになったが、開発作業は急ピッチで進んだ。主人公を桃太郎に戻したことで開発陣は桃太郎伝説らしさを実感し、ゴールデンウィーク期間中にスタッフを集めて江の島で行われた合宿では10日程で新たなシナリオが完成、その後も開発が進められ、1990年12月22日に『桃太郎伝説II』が発売された。

### あらすじ
桃太郎の活躍で平和になった世界に新たな鬼が現れ襲撃を始める。旅立ちの村に住むひとりの少年が助けを求めて桃太郎のもとへ向かったところ、そこには一隻の宇宙船があった。その宇宙船が攻撃を仕掛け少年に危機が迫った時、謎の光が少年を包み、次の瞬間、少年は「桃星雲」という場所へ転送された。
桃星雲には桃太郎の父、母、兄弟たちがいた。彼らは「桃太郎は死んでしまったらしい」と語り、少年に対し「桃太郎セブンと名乗り平和のために戦え」と世界の命運を託す。
桃太郎セブンが冒険を進める中で、実は桃太郎が生きていたことが判明する。桃太郎セブンは、桃太郎、そして先の戦いで改心した閻魔大王とともに、敵の首領である「アシュラ」との戦いに臨む。

## 関連書籍
攻略本
- 桃太郎伝説II SUPER GUIDE BOOK（1991年 小学館 ISBN 978-4091041180）
  - さくまあきら・土居孝幸・ハドソンスタッフによる開発スタッフ座談会や音楽担当の関口和之、演出担当の桝田省治の開発者コメントが掲載されている。
- 桃太郎伝説II 必勝攻略法（1991年 双葉社 ISBN 4-575-15183-1）

ゲームブック
- 桃太郎伝説II 地獄王現る!（1990年 大出光貴 双葉社 / スタジオ・ハード ISBN 4-575-76167-2）

## 関連作品
- 桃太郎伝説ターボ - PCエンジン用ソフト。前作。
- 桃太郎伝説外伝 - ゲームボーイ、PCエンジン、ファミリーコンピュータ用ソフト。本作の後日談として桃太郎以外のキャラクターの活躍を描いたオムニバス作品。
- 新桃太郎伝説 - スーパーファミコン用ソフト。本作のシナリオを元に大幅なアレンジを利かせたリメイク作品。
- 桃太郎伝説 (1998年版) - プレイステーション、Windows用ソフト。『ターボ』のシナリオに本作のシステムやイベントなどの要素を加えたリメイク作品。
- 桃太郎伝説1→2 - ゲームボーイカラー用ソフト。『ターボ』と本作のカップリング移植。
- 桃太郎まつり - ゲームボーイアドバンス、プレイステーション用ソフト。本作の（正確には『1→2』の）後日談を描いた、RPG仕立てのミニゲーム集。